# Lepthyphantes trivittatus
Lepthyphantes trivittatus là một loài nhện trong họ Linyphiidae.
Loài này thuộc chi Lepthyphantes. Lepthyphantes trivittatus được Lodovico di Caporiacco miêu tả năm 1935.